# Арамон (Гар)
Арамон (фр. Aramon) насеље је и општина у јужној Француској у региону Лангдок-Русијон, у департману Гар која припада префектури Ним.
По подацима из 2011. године у општини је живело 3821 становника, а густина насељености је износила 122,63 становника/km². Општина се простире на површини од 31,16 km². Налази се на средњој надморској висини од 10 метара (максималној 155 m, а минималној 7 m).

## Демографија
| 1962. | 1968. | 1975. | 1982. | 1990. | 1999. | 2011. |
| ----- | ----- | ----- | ----- | ----- | ----- | ----- |
| 1.454 | 1.826 | 1.951 | 3.027 | 3.344 | 3.773 | 3.821 |

График промене броја становника у току последњих година